# Edward Garnier

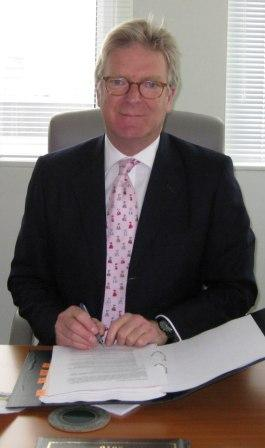
Edward Garnier

Edward Garnier, Baron Garnier (* 26. Oktober 1952 in Wuppertal) ist ein britischer Politiker der Conservative Party.
Garnier besuchte das Wellington College in Berkshire, das Jesus College in Oxford und das College of Law in London. Im April 1992 wurde er erstmals in das House of Commons gewählt. Er war 1992 bis 2017 Mitglied des House of Commons für den Wahlkreis Harborough. Von 2010 bis 2012 bekleidete er das Amt des Solicitor General in England und Wales.
Am 13. Dezember 2012 wurde er als Knight Bachelor geadelt. Am 22. Juni 2018 wurde er als Baron Garnier, of Harborough in the County of Leicestershire, zum Life Peer erhoben und wurde dadurch Mitglied des House of Lords.
Garnier ist verheiratet und hat drei Kinder, zwei Söhne und eine Tochter.